# Софія Браге
Софія Браге (дан. Sophie Brahe, після шлюбу Софія Тотт Ланге (дан. Sophie Thott Lange); 1556 або 1559–1643) — данська астрономка, ботанік, лікарка, генеалог; молодша сестра та соратниця астронома Тихо Браге.

## Біографія
Народилася в родинному замку родини Браге Кнудстурп в Швеції молодшою з 10 дітей Отте Браге, радника короля Данії, і Беате Білле Браге — придворної дами королеви Софії. Серед братів Софії був астроном Тихо Браге, на 10 років старший від неї. Софія самостійно вивчала астрономію, чмтаючи книги з астрономії німецькою, а також за свій рахунок замовляла переклади книг з латини. З 1573 року Софія допомагала Тихо в астрономічних спостереженнях, часто відвідувала його обсерваторію Ураніборг. Тихо із захопленням відгукувався про розум і здібності Софії, в той час як родичі засуджували їхню наукову діяльність, вважаючи це негідним для людей благородного походження.
У 1576, коли їй було 19 або 20 років, Софія вступила в шлюб з Отто Тоттом. У 1580 році народила сина Таге Тотта. У 1588 чоловік Софії помер, і вона розпоряджалася його майном до досягнення повноліття сина. В цей час вона допомагала Тихо в складанні гороскопів, також приділяла велику увагу садівництву, хімії та медицині. Під час своїх відвідин Ураніборга Софія познайомилася з алхіміком Еріком Ланжем. У 1594 році Тихо Браге написав латиною поему «Urania Titani» про вигадане листування між Софією та Еріком, зобразивши їх як Уранію, музу астрономії в грецькій міфології, та Титана. Десь в цей час Ерік зробив їй пропозицію, але через відсутність коштів пара побралася лише в 1602 році, після чого жили в бідності в Екенфорді. Як видно з листів Софії до родичів, злидні вона переносила з гідністю і почуттям гумору. Е. Ланж помер в Празі в 1613 році.
У 1616 році Софія повернулася в Данію і оселилася в Гельсінгері. Останні роки життя вона присвятила складанню генеалогій данських дворянських родів, перша її праця була опублікована 1626 року. Це був рукопис на 900 сторінок, в якому розписано генеалогію 60 данських дворянських родин. Рукопис зберігається в Лундському університеті. Її роботи з генеалогії до сих пір вважаються одним з основних джерел з ранньої історії данського дворянства і зберігаються в Королівській бібліотеці. 
Софія Браге померла в Гельсінгері в 1643 році. Похована в Крістіанстаді (Швеція), в родинному склепі Тотт.